# Æ̋
Cette page contient des caractères spéciaux ou non latins. S’ils s’affichent mal (▯, ?, etc.), consultez la page d’aide Unicode.
Æ̋ (minuscule : æ̋), appelé E dans l’A double accent aigu, est un graphème utilisé dans l’écriture du dan de l’Est et du vieux norrois. Il s’agit de la lettre Æ diacritée d’un double accent aigu.

## Utilisation
En dan de l’Est, l’orthographe de 2014 utilise le æ double accent aigu pour représenter une voyelle pré-ouverte antérieure non arrondie [æ] avec un ton extra-haut, par exemple dans sæ̋ŋ « touffe de queue de porc-épic ».

## Représentations informatiques
Le E dans l’A double accent aigu peut être représenté avec les caractères Unicode suivants :
- décomposé (latin de base, diacritiques)[2],[3] :

| formes    | représentations | chaînes de caractères | points de code | descriptions                                              |
| --------- | --------------- | --------------------- | -------------- | --------------------------------------------------------- |
| capitale  | Æ̋               | Æ◌̋                    | U+00C6 U+030B  | lettre majuscule latine ae diacritique double accent aigu |
| minuscule | æ̋               | æ◌̋                    | U+00E6 U+030B  | lettre minuscule latine ae diacritique double accent aigu |